# آنتون زکری
آنتون زکری (به عربی: أنطون زكري) (؟ - ۱۹۵۰م) تاریخ‌نگار و باستان‌شناس مصری قبطی‌تبار و رئیس کتابخانهٔ موزهٔ مصر بود. نیل در عصر فراعنه، کلید زبان مصری باستان، مبادی زبان‌های قبطی و عبری از آثار اوست.